# Aérodrome de Londres Biggin Hill
L'aéroport de Londres Biggin Hill ((en) : London Biggin Hill Airport) - (code IATA : BQH • code OACI : EGKB),  est un aéroport situé à Biggin Hill dans l'arrondissement de Bromley à Londres, Royaume-Uni. L'aéroport reste formellement une base de la Royal Air Force (RAF Biggin Hill), et une petite enclave dans l'aéroport porte toujours ce nom.

## Histoire
Durant la Seconde Guerre mondiale, l'aéroport a été une des bases de commandement pour la bataille d'Angleterre. Il était équipé de Spitfires et Hurricanes appartenant à différents escadrons basés à cet endroit. Ces escadrons revendiquent la destruction de 1 400 avions ennemis, en contrepartie d'une perte de 453 appareils basés à Biggin Hill.
À cause de l'importance de la défense de la capitale, cet aéroport a été une cible privilégiée. Entre août 1940 et janvier 1941, l'aéroport a été attaqué douze fois, la pire des attaques détruisant ateliers, réserves, baraquements, quartiers des WAAF et un hangar, tuant 39 personnes au sol. 
L'aéroport dans sa version moderne est également présent dans le livre Da Vinci Code.

## Situation
| Heathrow Gatwick Stansted Luton City Southend Blackbushe Denham Elstree Fairoaks Farnborough Lydd North Weald Redhill Rochester Stapleford White Waltham Wycombe RAF Northolt Damyns Hall Biggin Hill Oxford Héliport |